# André Van Vierst
André Clovis Eugène Van Vierst (* 25. Mai 1904 in Reims; † 13. Oktober 1991 ebenda) war ein französischer Radrennfahrer.

## Sportliche Laufbahn
André Van Vierst war im Straßenradsport aktiv. Als Amateur gewann er unter anderem die Trophée Svelte und eine Etappe im Critérium de l’Est 1926.
Von 1927 bis 1931 war er Unabhängiger. Zweimal bestritt er als Einzelfahrer die Tour de France. 1928 beendete er die Rundfahrt nicht, 1932 kam er auf den 26. Rang im Endklassement. 1928 gewann er den Grand Prix d’Epernay, 1929 und 1931 den Grand Prix du Familistère, 1931 den Grand Prix de l’U.V.R.
1927 wurde er Dritter im Etappenrennen Grand Prix Wolber. 1931 kam er im Eintagesrennen Epernay–Chaumont–Epernay auf den zweiten Rang.
Ab 1949 war er Sportdirektor des Vereins „Union Vélocipédique Rémoise“.